# Mimi Coutelier
Pour les articles homonymes, voir Coutelier (homonymie).
Dany Coutelier, connue sous le nom de Mimi Coutelier, est une actrice française née le 22 janvier 1956 à Sebourg (Nord). Égérie de Jean Yanne, dont elle a longtemps partagé la vie, elle est devenue femme d'affaires après la mort de ce dernier.

## Biographie

### Famille et jeunesse
Dany Coutelier est issue d'une famille de cinq enfants dont la mère a des origines polonaises et le père est docker au port de Dunkerque. Elle s'inscrit au concours Miss Flandres, qu'elle remporte en 1972. Elle quitte sa famille, vit de petits boulots tout en participant à un concours dissident de Miss France, où elle se classe deuxième. En avril 1974 à Tenerife, elle porte les couleurs de Monaco au concours Miss Europe et se classe troisième. Venue à Paris, elle devient mannequin.

### Porter ou créer le vêtement
Élue Miss Paris le 17 janvier 1975, à presque dix-neuf ans, elle concourt au titre officiel de Miss France et rencontre Pierre Richard au cabaret Galerie 55. Celui-ci l'embauche pour jouer dans son film Je suis timide mais je me soigne, aux côtés d'Aldo Maccione, le personnage qu'elle joue à la ville, une image de la femme aussi muette que désirable. À Saint-Tropez, il la présente à son ami Jean Yanne, veuf, qui vient de rompre une première fois avec Nicole Calfan. Elle devient sa compagne dès l'année suivante. En 1979, des portraits d'elle illustrent la chanson Sentimentale-moi de Plastic Bertrand à la télévision.
Parallèlement à sa carrière de mannequin, l'acteur et humoriste devenu réalisateur lui confie des rôles de premier plan dans plusieurs de ses films. En 1982, elle est costumière au côté d'Erté de Deux heures moins le quart avant Jésus-Christ, film dans lequel elle interprète une Cléopâtre en tunique transparente. Jean Yanne crée sans compter. C'est une débauche de costumes ruineux, mais qui fait acquérir à Mimi Coutelier une expérience exceptionnelle de la logistique d'une collection et des relations avec les ateliers des grands couturiers.

### Exils avec et sans Jean Yanne
Pour éviter un redressement fiscal, le couple fuit à Los Angeles. Mimi Coutelier et Jean Yanne s'inscrivent à la section cinéma de UCLA et s'impliquent dans une vie mondaine française attirant personnalités de la culture et des affaires, dont André Djaoui.[réf. souhaitée] En 1985, elle termine un cycle undergraduate bachelor (équivalent de licence) en journalisme et littérature.[réf. souhaitée] La distance s'installe avec Jean Yanne. Tout en conservant officiellement son domicile en Californie chez elle, lui vit le plus souvent à Paris, où le retiennent ses affaires. Avec l'appui financier de son compagnon, qui œuvre principalement comme producteur, elle devient styliste et crée des collections de costumes pour hommes. Elle dessine et fait réaliser plus de huit cents costumes pour le film Liberté, Égalité, Choucroute.[réf. souhaitée]
En 1991, la rupture avec Jean Yanne, qui lui a souvent promis le mariage[réf. souhaitée] mais qui a un fils avec Christiane Fugger von Babenhausen (1960-2009), fille d'un aristocrate allemand et d'une brahmane indienne, qu'il a rencontrée en septembre 1990,  provoque une multitude de procédures. Jean Yanne n'abandonne pas Mimi, tout en s'installant dans un rôle de gendre des Babenhausen et de père, il la retrouve régulièrement à l'occasion de productions américaines. Elle s'exile à Bali[réf. souhaitée], où elle reçoit de Jean Yanne l'aide financière qui lui permet d'ouvrir un restaurant.[réf. souhaitée]

### Reconversion
Après la mort de Jean Yanne, elle entre en 2003 à la Fondation Fred Silverman pour laquelle elle gère les investissements immobiliers. Elle intervient dans les projets immobiliers de vedettes, Cindy Crawford, Jack Nicholson, Wolfgang Puck. Elle participe à l'aménagement de restaurants de prestige, le Spago, le Gotham, Vong. En 2005, elle rejoint à Phuket l'équipe de promotion d'un programme immobilier et deux ans plus tard devient agent immobilier d'une banque privée pour la Côte d'Azur. En 2010, elle fonde sa propre agence à Cannes tout en continuant de diriger celle de Phuket.

## Filmographie
- 1978 : Je suis timide mais je me soigne de Pierre Richard : Agnès Jensen.
- 1979 : Je te tiens, tu me tiens par la barbichette de Jean Yanne : Monique Trechois.
- 1982 : Deux Heures moins le quart avant Jésus-Christ de Jean Yanne : Cléopâtre.
- 1985 : Liberté, Égalité, Choucroute de Jean Yanne : Charlotte Corday.
- 1987 : Double exposition, quinzième épisode de Rick Hunter, saison III : Jacqueline Duboc.

## Discographie
- J. Morali & H. Belolo, Boogie lady, SP n° 128107, Barclay, 1979 (5 min 18), illustre le film Je te tiens, tu me tiens par la barbichette.
- J. Yanne & R. Alessandrini, Deux Heures moins le quart avant Jésus-Christ, PL n° 37708, RCA, 1982 :
  - Jouez transistors, résonnez cassettes (4 min 15, avec Jean Yanne),
  - Aerobic connection (5 min 09, avec Jean Yanne),
  - Cleopatra lied (2 min 10).